# Brahlstorf
Brahlstorf település Németországban, Mecklenburg-Elő-Pomeránia tartományban. Lakosainak száma 698 fő (2023. december 31.).

## Népesség
A település népességének változása:
| Lakosok száma | 702  | 707  | 672  | 720  | 712  | 698  |
|               | 2014 | 2017 | 2019 | 2021 | 2022 | 2023 |